# 青森県道225号中野北高岩停車場線
青森県道225号中野北高岩停車場線（あおもりけんどう225ごう なかのきたたかいわせん）は、青森県八戸市から三戸郡南部町に至る一般県道である。

## 概要
八戸市南郷区中野で青森県道42号名川階上線から分岐し、南部町杉沢から南部町法師岡まで青森県道134号櫛引上名久井三戸線・八戸市上野字堀端で国道104号と重複して北上する。国道104号から分岐した直後に青い森鉄道 青い森鉄道線・東北新幹線高架橋と交差、八戸市上野字高岩で青い森鉄道 青い森鉄道線 北高岩駅に至る。

### 路線データ
- 起点：八戸市南郷区大字中野[1]
- 終点：北高岩停車場[1]

## 歴史
- 1961年（昭和36年）2月10日 - 県道に認定される[1]。

## 路線状況

### 重複区間
- 青森県道134号櫛引上名久井三戸線 : 三戸郡南部町杉沢 - 三戸郡南部町法師岡
- 国道104号 : 八戸市上野字堀端地内

## 地理

### 交差する道路
- 青森県道42号名川階上線（八戸市南郷区大字中野、起点）
- 青森県道134号櫛引上名久井三戸線（三戸郡南部町杉沢、三戸郡南部町法師岡）
- 国道104号（八戸市上野字堀端）

### 沿線の施設
- 南部町立杉沢小学校
  - 富國電機工業
- 第二福地工業団地（青森県道134号・重複区間）
- 青い森鉄道 青い森鉄道線 北高岩駅